# Wielkopole (Włodawa)
Pour les articles homonymes, voir Wielkopole.
Wielkopole (prononciation [vjɛlkɔˈpɔlɛ]) est un village de la gmina d'Urszulin, du powiat de Włodawa, dans la voïvodie de Lublin, situé dans l'est de la Pologne.
Il se situe à environ 7 kilomètres au sud-est d'Urszulin (siège de la gmina), 31 kilomètres au sud-ouest de Włodawa (siège du powiat) et 49 kilomètres à l'est de Lublin (capitale de la voïvodie).

## Administration
De 1975 à 1998, le village est attaché administrativement à l'ancienne voïvodie de Chełm.

Depuis 1999, il fait partie de la nouvelle voïvodie de Lublin.